# Голяма награда на Австрия
Голямата награда на Австрия (на немски: Großer Preis von Österreich) е кръг от световния шампионат на ФИА – Формула 1 през 1964 г., от 1970 до 1987 г. и от 1997 до 2003 г. Завръща се в календара на шампионата на Формула 1 през сезон 2014.

## История
Първото състезание се провежда през 1963 година без да е част от световния шампионат. Победител в него става австралиецът Джак Брабам. В календара на Формула 1 състезанието влиза през следващата година, когато на подиума стъпва италианецът Лоренцо Бандини с Ферари. Това е единствената победа на Бандини в състезание от шампионата във Формула 1. 
В продължение на шест години, преди да бъде построена постоянна писта, се използва авиобазата в Целтвег – Целтвег Еърфийлд. Състезанието през 1964 г. е успешно, но е преценено, че трасето е твърде опасно и неравно; зрителите също се оплакват. ФИА отстранява състезанието от календара на Формула 1 до построяването на подходяща писта. В периода 1965 – 1969 г. се провеждат състезания, но те не са част от календара на световния шампионат на Формула 1. 
През 1970 г. за първи път Голямата награда на Австрия се провежда на нова, специална построена писта, която се ползва и до днес, и се намира до Шпилберг, на около 4 км от предишното трасе в Целтвег. Първоначалното име на новата писта е „Йостерайхринг“, а впоследствие е прекръстена на „А1 Ринг“ и „Ред Бул Ринг“.
От 1970 г. до 1987 г. Голямата награда на Австрия отново е част от първенството на Формула 1. През 1987 г. и новата писта е счетена за твърде опасна според стандартите на ФИА и състезанието отпада от календара.
През 1995 и 1996 г. Йостерайхринг е ремонтирана и модернизирана, което позволява състезанието да се проведе отново през 1997 година. Пистата е преименувана на „А1 Ринг“ в резултат на спонсорско споразумение. До 2003 г. Голямата награда на Австрия е едно от основните състезания в календара на Формула 1.
През 2002 г. Голямата награда на Австрия получава негативна обществена оценка след като Ферари инструктира своя пилот Рубенс Барикело да отстъпи в последната обиколка победата си на Михаел Шумахер. На 18 май 2023 г. се провежда последното състезание на „А1 Ринг“, което е спечелено от Михаел Шумахер с Ферари.
През 2004 г. пистата е купена от австрийския милиардер Дитрих Матешиц, който е собственик и на „Ред Бул“. Той я преустройства спрямо съвременните изисквания на автомобилния спорт. През юли 2013 г. е обявено, че „Ред Бул“ са постигнали споразумение с Бърни Екълстоун за възраждане на Голямата награда на Австрия след десетгодишно отсъствие от календара. Състезанието се провежда на обновената писта „А1 Ринг“, която получава името на новия спонсор и е преименувана на „Ред Бул Ринг“. От 2014 г. отново е част от календара на Формула 1.
Обявено е, че Голямата награда на Австрия ще остане част от Формула 1 поне до 2027 г.

## Победители
| Година      | Пилот                                          | Конструктор                                    | Писта                                          | Статистика                                     |
| ----------- | ---------------------------------------------- | ---------------------------------------------- | ---------------------------------------------- | ---------------------------------------------- |
| 2023        | Макс Ферстапен                                 | Ред Бул Рейсинг–Хонда РБПТ                     | Ред Бул Ринг                                   | Статистика                                     |
| 2022        | Шарл Льоклер                                   | Ферари                                         | Ред Бул Ринг                                   | Статистика                                     |
| 2021        | Макс Ферстапен                                 | Ред Бул Рейсинг–Хонда                          | Ред Бул Ринг                                   | Статистика                                     |
| 2020        | Валтери Ботас                                  | Мерцедес                                       | Ред Бул Ринг                                   | Статистика                                     |
| 2019        | Макс Ферстапен                                 | Ред Бул–Хонда                                  | Ред Бул Ринг                                   | Статистика                                     |
| 2018        | Макс Ферстапен                                 | Ред Бул–ТАГ Хойер                              | Ред Бул Ринг                                   | Статистика                                     |
| 2017        | Валтери Ботас                                  | Мерцедес                                       | Ред Бул Ринг                                   | Статистика                                     |
| 2016        | Луис Хамилтън                                  | Мерцедес                                       | Ред Бул Ринг                                   | Статистика                                     |
| 2015        | Нико Росберг                                   | Мерцедес                                       | Ред Бул Ринг                                   | Статистика                                     |
| 2014        | Нико Росберг                                   | Мерцедес                                       | Ред Бул Ринг                                   | Статистика                                     |
| 2013 – 2004 | Не се провежда                                 | Не се провежда                                 | Не се провежда                                 | Не се провежда                                 |
| 2003        | Михаел Шумахер                                 | Ферари                                         | А1 Ринг                                        | Статистика                                     |
| 2002        | Михаел Шумахер                                 | Ферари                                         | А1 Ринг                                        | Статистика                                     |
| 2001        | Дейвид Култард                                 | Макларън–Мерцедес                              | А1 Ринг                                        | Статистика                                     |
| 2000        | Мика Хакинен                                   | Макларън–Мерцедес                              | А1 Ринг                                        | Статистика                                     |
| 1999        | Еди Ървайн                                     | Ферари                                         | А1 Ринг                                        | Статистика                                     |
| 1998        | Мика Хакинен                                   | Макларън–Мерцедес                              | А1 Ринг                                        | Статистика                                     |
| 1997        | Жак Вилньов                                    | Уилямс–Рено                                    | А1 Ринг                                        | Статистика                                     |
| 1996 – 1988 | Не се провежда                                 | Не се провежда                                 | Не се провежда                                 | Не се провежда                                 |
| 1987        | Найджъл Менсъл                                 | Уилямс–Хонда                                   | Йостерайхринг                                  | Статистика                                     |
| 1986        | Ален Прост                                     | Макларън–ТАГ-Порше                             | Йостерайхринг                                  | Статистика                                     |
| 1985        | Ален Прост                                     | Макларън–ТАГ-Порше                             | Йостерайхринг                                  | Статистика                                     |
| 1984        | Ники Лауда                                     | Макларън–ТАГ-Порше                             | Йостерайхринг                                  | Статистика                                     |
| 1983        | Ален Прост                                     | Рено                                           | Йостерайхринг                                  | Статистика                                     |
| 1982        | Елио де Анджелис                               | Лотус–Форд                                     | Йостерайхринг                                  | Статистика                                     |
| 1981        | Жак-Анри Лафит                                 | Лижие–Матра                                    | Йостерайхринг                                  | Статистика                                     |
| 1980        | Жан-Пиер Жабуй                                 | Рено                                           | Йостерайхринг                                  | Статистика                                     |
| 1979        | Алън Джоунс                                    | Уилямс–Форд                                    | Йостерайхринг                                  | Статистика                                     |
| 1978        | Рони Петерсон                                  | Лотус–Форд                                     | Йостерайхринг                                  | Статистика                                     |
| 1977        | Алън Джоунс                                    | Шадоу–Форд                                     | Йостерайхринг                                  | Статистика                                     |
| 1976        | Джон Уотсън                                    | Пенске–Форд                                    | Йостерайхринг                                  | Статистика                                     |
| 1975        | Виторио Брамбила                               | Марч–Форд                                      | Йостерайхринг                                  | Статистика                                     |
| 1974        | Карлос Ройтеман                                | Брабам–Форд                                    | Йостерайхринг                                  | Статистика                                     |
| 1973        | Рони Петерсон                                  | Лотус–Форд                                     | Йостерайхринг                                  | Статистика                                     |
| 1972        | Емерсон Фитипалди                              | Лотус–Форд                                     | Йостерайхринг                                  | Статистика                                     |
| 1971        | Жо Сифер                                       | БРМ                                            | Йостерайхринг                                  | Статистика                                     |
| 1970        | Жаки Икс                                       | Ферари                                         | Йостерайхринг                                  | Статистика                                     |
| 1969 – 1965 | Не са част от световния шампионат на Формула 1 | Не са част от световния шампионат на Формула 1 | Не са част от световния шампионат на Формула 1 | Не са част от световния шампионат на Формула 1 |
| 1964        | Лоренцо Бандини                                | Ферари                                         | Целтвег Еърфийлд                               | Статистика                                     |
| 1963        | Джак Брабам                                    | Брабам–Клаймакс                                | Целтвег Еърфийлд                               | Статистика                                     |

## Победи – статистика
По-долу са посочени пилотите, конструкторите и производителите на двигатели с повече от 1 победа в Голямата награда на Австрия.

### Пилоти с повече от една победа
| Победи | Пилот          | Постигнати             |
| ------ | -------------- | ---------------------- |
| 4      | Макс Ферстапен | 2018, 2019, 2021, 2023 |
| 3      | Ален Прост     | 1983, 1985, 1986       |
| 2      | Рони Петерсон  | 1973, 1978             |
| 2      | Алън Джоунс    | 1977, 1979             |
| 2      | Мика Хакинен   | 1998, 2000             |
| 2      | Михаел Шумахер | 2002, 2003             |
| 2      | Нико Росберг   | 2014, 2015             |
| 2      | Валтери Ботас  | 2017, 2020             |

### Конструктори с повече от една победа
| Победи | Конструктор | Постигнати                               |
| ------ | ----------- | ---------------------------------------- |
| 7      | Ферари      | 1964, 1965, 1970, 1999, 2002, 2003, 2022 |
| 6      | Макларън    | 1984, 1985, 1986, 1998, 2000, 2001       |
| 5      | Мерцедес    | 2014, 2015, 2016, 2017                   |
| 4      | Лотус       | 1972, 1973, 1978, 1982                   |
| 4      | Ред Бул     | 2018, 2019, 2021, 2023                   |
| 3      | Уилямс      | 1979, 1987, 1997                         |
| 3      | Порше       | 1966, 1968, 1969                         |
| 2      | Брабам      | 1963, 1974                               |
| 2      | Рено        | 1980, 1983                               |

### Производители на двигатели  с повече от една победа
| Победи | Двигател    | Постигнати                                                 |
| ------ | ----------- | ---------------------------------------------------------- |
| 10     | Форд *      | 1967, 1972, 1973, 1974, 1975, 1976, 1977, 1978, 1979, 1982 |
| 8      | Мерцедес ** | 1998, 2000, 2001, 2014, 2015, 2016, 2017, 2020             |
| 7      | Ферари      | 1964, 1965, 1970, 1999, 2002, 2003, 2022                   |
| 3      | Порше       | 1966, 1968, 1969                                           |
| 3      | ТАГ ***     | 1984, 1985, 1986                                           |
| 3      | Рено        | 1980, 1983, 1997                                           |
| 3      | Хонда       | 1987, 2019, 2021                                           |

* Построен от Косуърт, финансиран от Форд (с изключение на 1967 г.)
** Между 1998 и 2001 се строят от Илмор и се финансират от Мерцедес.
*** Построен от Порше.

### Националност на пилотите с повече от една победа
| Победи | Страна         | Постигнати                   | Пилоти |
| ------ | -------------- | ---------------------------- | ------ |
| 5      | Франция        | 1980, 1981, 1983, 1985, 1986 | 3      |
| 5      | Великобритания | 1976, 1987, 1999, 2001, 2016 | 4      |
| 4      | Германия       | 2002, 2003, 2014, 2015       | 3      |
| 4      | Финландия      | 1998, 2000, 2017, 2020       | 2      |
| 4      | Нидерландия    | 2018, 2019, 2021, 2023       | 1      |
| 3      | Италия         | 1964, 1975, 1982             | 3      |
| 3      | Австралия      | 1963, 1977, 1979             | 2      |
| 2      | Швеция         | 1973, 1978                   | 1      |